# 戴克敏
戴克敏（1906年—1932年），湖北黄安（今红安）人。中国共产党早期人物。

## 生平
早年考入武昌第一师范附属高级小学。1924年，戴克敏考入武昌第一师范学校读书。同年加入中国共产主义青年团，1925年，转为中国共产党党员。同年6月，在武汉参加五卅运动。国共合作后加入国民党。1926年9月，以国民党湖北省党部农民运动特派员身份到黄安指导工作。同年冬，任国民党黄安县党部常委。1927年2月，被选为县农民协会常委，积极开展农民运动，不久到武昌农民运动讲习所学习。4月，率领农讲所学生军赴麻城县平定地主武装的暴乱。6月中旬，参加了平定夏斗寅叛变的战斗。6月，在农讲所结业后任委员，兼县农民自卫军大队长。1927年，国共合作失败后，任黄安县防务委员会常委。同年，参加鄂东特委和黄安县委的领导工作。11月，他与潘忠汝、吴光浩筹人组成黄麻起义的总指挥部，在起义爆发后，任工农革命军鄂东军党代表。黄麻起义失败后，与吴光洁等率领突围部队突围，于12月29日到达黄陂木兰山地区，开展游击战争。
1928年，鄂东军奉命改编为中国工农革命军第七军，戴克敏任党代表。6月，戴克敏与吴光浩等率部进驻光山县柴山堡地区，发动群众建立政权，实行武装割据，开创了鄂豫边革命根据地。7月，第七军改编为中国工农红军第十一军三十一师后，任党代表兼政治部主任，率部队积极配合地方工作。1929年6月以后，戴克敏与师长徐向前共同指挥部队粉碎了三次会剿，壮大了红军的队伍。1930年3月，三十一师奉令改为中国工农红军第一军第一师后，戴克敏任政治委员，与徐向前率部转战于鄂豫边界，取得了杨家集车站、阳平口、花园三战三捷的重大胜利，是鄂豫皖革命根据地创建人之一。1931年，因反对张国焘打击开创鄂豫皖苏区的老干部，被降为红四军警卫团团长。1932年春，调任中国工农红军第二十五军七十五师政治委员。同年夏，在河南光山新集（今新县）被张国焘以肃反为借口秘密杀害。
中华人民共和国成立后，被追认为革命烈士。